# 히라카와촌 (야마구치현)
히라카와촌(平川村)은 야마구치현 요시키군에 설치되었던 촌이다. 현재의 야마구치시 야마구치시의 히라카와 지구가 되었으며, 1970년대 이후 요시다 지구에 야마구치 대학(본부 캠퍼스)이 이전하면서 학생을 중심으로 한 젊은이들이 많이 사는 지역이 되었다.

## 역사
- 1889년 4월 1일 - 정촌제 시행에 의해 요시키군 히라카와촌이 성립하였다.
- 1944년 4월 1일 - 구 야마구치시, 오토시촌, 아이오후타지마촌, 나타지마촌, 스에촌, 오고리정, 가가와촌, 아지스정, 사야마정과 합병해, 새로운 야마구치시가 성립, 동일 히라카와촌은 폐지되었다.